# Teorema de Crocco
El teorema de Crocco es un teorema aerodinámico que relaciona la velocidad de flujo, la vorticidad y la presión de estancamiento (o entropía) de un flujo potencial. El «teorema de Crocco» establece la relación entre la termodinámica y la cinemática de los fluidos. El teorema fue enunciado por primera vez por Alexander Friedmann para el caso particular de un gas perfecto y publicado en 1922:
{\displaystyle {\frac {D\mathbf {u} }{Dt}}=T\nabla \,s-\nabla \,h}
Sin embargo, este teorema suele estar relacionado con el nombre del científico italiano Luigi Crocco, hijo de Gaetano Arturo Crocco.
Considere un elemento de fluido en el campo de flujo sometido a movimiento traslacional y rotacional: debido a que la pérdida de presión por estancamiento y la generación de entropía pueden considerarse esencialmente lo mismo, existen tres formas populares de escribir el teorema de Crocco:
1. Presión de estancamiento: {\displaystyle \mathbf {u} \times {\boldsymbol {\omega }}=v\nabla p_{0}} [3]
2. Entropía (la siguiente forma se aplica a flujos planos constantes): {\displaystyle T{\frac {ds}{dn}}={\frac {dh_{0}}{dn}}+u\omega } [4]
3. Momento: {\displaystyle {\frac {\partial \mathbf {u} }{\partial t}}+\nabla \left({\frac {u^{2}}{2}}+h\right)=\mathbf {u} \times {\boldsymbol {\omega }}+T\nabla s+\mathbf {g} ,}

En las ecuaciones anteriores, {\displaystyle \mathbf {u} } es el vector de velocidad de flujo, {\displaystyle \omega } es la vorticidad, {\displaystyle v} es el volumen específico, {\displaystyle p_{0}} es la presión de estancamiento, {\displaystyle T} es la temperatura, {\displaystyle s} es la entropía específica, {\displaystyle h} es la entalpía específica, {\displaystyle \mathbf {g} } es la fuerza de cuerpo específica y {\displaystyle n} es la dirección normal a las líneas de corriente. Todas las cantidades consideradas (entropía, entalpía y fuerza de cuerpo) son específicas, en el sentido de «por unidad de masa».